# 女夫波
『女夫波』（めおとなみ）は、1904年（明治37年）に発表された田口掬汀による日本の小説（家庭小説）であり、同作を原作とし、1909（明治42年）に吉沢商会、1915（大正4年）に日活向島撮影所、1933（昭和8年）に新興キネマがそれぞれ製作・公開した日本のサイレント映画である。

## 略歴・概要
小説『女夫波』の初出は、田口掬汀の勤務先が発行する『萬朝報』紙上で、1904年（明治37年）に掲載された。同年、東京の出版社金色社から『女夫波』全2冊が刊行されている。同作、および翌1905年（明治38年）に同じく『萬朝報』に連載した『伯爵夫人』はたいへん人気となり、いずれも映画化されている。
本作は、井上正夫ら新派が好んで上演したほか、発表の5年後に撮影所を建設して劇映画製作を開始した吉沢商会を初めとして、3回にわたり映画化されている。
映画『女夫波』は、いずれのヴァージョンも、東京国立近代美術館フィルムセンターに所蔵されていない。
小説『女夫波』は、2009年（平成21年）12月現在、すべて絶版である。青空文庫にも収録されていない。国立国会図書館の「近代デジタルライブラリー」には、1904年版、1908年版がデジタル画像収録されており、ウェブサイト上で閲覧・ダウンロードが可能である。 ⇒ #ビブリオグラフィ

## フィルモグラフィ
- 『女夫波』 : 監督不明、吉沢商会、1909年
- 『女夫波』 : 監督細山喜代松、日活向島撮影所、1915年
- 『女夫浪』 : 監督曾根純三、新興キネマ、1933年

## 1909年版
『女夫波』（めおとなみ）は、1909年（明治37年）製作・公開、吉沢商店製作・配給による日本のサイレント映画、女性映画である。

### スタッフ・作品データ・キャスト
- 監督・脚本 : 不明
- 原作 : 田口掬汀
- 出演 : 中野信近 一座
- 製作 : 吉沢商店
- 上映時間（巻数） : 不明
- フォーマット : 白黒映画 - スタンダードサイズ（1.33:1） - サイレント映画
- 初回興行 : 神田・錦輝館

## 1915年版
『女夫波』（めおとなみ）は、1915年（大正2年）製作・公開、日活向島撮影所製作、日活配給、細山喜代松監督による日本のサイレント映画、女性映画である。

### スタッフ・作品データ
- 監督 : 細山喜代松
- 脚本 : 不明
- 原作 : 田口掬汀
- 出演 : 不明
- 製作 : 日活向島撮影所
- 上映時間（巻数） : 不明
- フォーマット : 白黒映画 - スタンダードサイズ（1.33:1） - サイレント映画
- 初回興行 : 浅草・オペラ館

## 1933年版
『女夫浪』（めおとなみ）は、1933年（昭和8年）製作・公開、新興キネマ製作・配給、曾根純三監督による日本のサイレント映画、女性映画である。

### スタッフ・作品データ
- 監督 : 曾根純三
- 脚本 : 上島量
- 潤色 : 川村花菱
- 原作 : 田口掬汀
- 撮影 : 三木稔
- 製作 : 新興キネマ
- 上映時間（巻数 / メートル） : 11巻 / 2,915メートル
- フォーマット : 白黒映画 - スタンダードサイズ（1.33:1） - サイレント映画
- 初回興行 : 大阪・弁天座

### キャスト
- 森静子 - 弘光の娘俊子
- 河津清三郎 - 植村融
- 松本泰輔 - 神宮橋見弘光
- 原静枝 - 武則の娘富美子
- 荒木忍 - 日頭の片腕高峰輝彦
- 小島洋々 - 政務次官日頭武則
- 小松峰子 - 融の姉時子
- 生方一平 - 融の親友椋山順三
- 小宮一晃 - 家主
- 久米順子 - 小田美那子
- 松尾文人 - 俊子の弟花夫

## ビブリオグラフィ
国立国会図書館蔵書。
- 『女夫波』前篇・後篇、金色社、1904年 - 1905年
- 『女夫波』合本、田口掬汀、1908年
- 『明治文学全集 93』、筑摩書房、1969年

## 註
1. 1 2  OPAC NDL 検索結果、国立国会図書館、2009年12月1日閲覧。
2. 1 2  田口掬汀、日本映画データベース、2009年12月1日閲覧。
3. ↑  所蔵映画フィルム検索システム、東京国立近代美術館フィルムセンター、2009年12月1日閲覧。
4. ↑  田口掬汀、青空文庫、2009年12月1日閲覧。
5. ↑  国立国会図書館デジタルコレクション、国立国会図書館、2009年11月30日閲覧。